# Caldera de tubos de agua

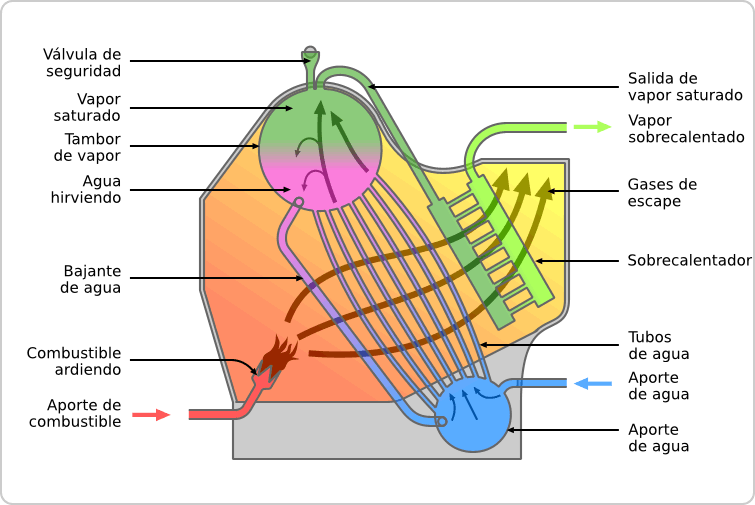
Diagrama esquemático de una caldera de tubos de agua de tipo marino

Una caldera de tubos de agua (caldera acuatubular) es un tipo de caldera de alta presión en la que el agua circula en tubos calentados externamente por el fuego. 

## Descripción
| Además de las partes de una caldera (Véase Caldera) | Además de las partes de una caldera (Véase Caldera) | Además de las partes de una caldera (Véase Caldera) |
| Lado de                                             | Español                                             | Inglés                                              |
| --------------------------------------------------- | --------------------------------------------------- | --------------------------------------------------- |
| Estructura                                          | Viga maestra de acero                               | Steel girders                                       |
| Fuego                                               |                                                     | Baffle plates                                       |
| Agua (Antiguo)                                      | Tambor de caldera                                   | Boiler drum                                         |
| Agua (Antiguo)                                      | Tubo de agua                                        | Water tube                                          |
| Agua (Antiguo)                                      | Cabezal de toma abajo                               | Down - take header                                  |
| Agua (Antiguo)                                      | Cabezal de toma arriba                              | Up - take header                                    |
| Agua (Moderno)                                      | Tambor de vapor                                     | Steam drum                                          |
| Agua (Moderno)                                      | Tambor de lodos                                     | Mud drum                                            |
| Agua (Moderno)                                      | Tubos de caldera estriados internamente             | Internally rifled boiler tubes                      |
| Agua (Moderno)                                      | Tubos de agua doblados                              | Bent water tubes                                    |
| Agua (Moderno)                                      | Tubos de circulación                                | Circulating tubes                                   |
| Agua (Moderno)                                      | Tubos ecualizadores                                 | Equalizing tubes                                    |

El combustible se quema dentro del horno, generando gases a gran temperatura que calientan el agua contenida en los tubos generadores de vapor. 
En calderas pequeñas, los tubos generadores de vapor están separados dentro del horno, mientras que en las calderas de servicios públicos más grandes los tubos forman las paredes del horno. 
El agua una vez calentada sube al tambor de vapor, de donde se extrae el vapor saturado por su parte superior. En algunas instalaciones, el vapor vuelve a entrar en el horno a través de un sobrecalentador para recalentarse. El vapor sobrecalentado se define como el vapor que se calienta por encima del punto de ebullición a una presión dada. El vapor sobrecalentado es un gas seco y, por lo tanto, se utiliza para impulsar turbinas, ya que las gotas de agua pueden dañar severamente las palas de la turbina. 
El agua a menor temperatura que ocupa el fondo del tambor de vapor regresa al tambor de agua de alimentación a través de unos 'tubos de bajante' de gran diámetro, donde precalienta el suministro de agua de alimentación. En las grandes calderas de servicios públicos, el agua de alimentación se suministra al tambor de vapor y las bajantes suministran agua al fondo de las paredes formadas por los tubos de agua. Para aumentar la economía de la caldera, los gases de escape también se utilizan para precalentar el aire soplado en el horno y calentar el suministro de agua de alimentación. Las calderas de tubos de agua utilizadas en las centrales térmicas se denominan unidades generadoras de vapor. 
El antiguo diseño de las calderas de tubos de fuego, en las que el agua rodea la fuente de calor y los gases de la combustión pasan a través de los tubos dentro del espacio ocupado por el agua, es una estructura mucho más débil y rara vez se usa para presiones superiores a 350 libras por pulgada cuadrada (2,4 MPa). Una ventaja significativa de las calderas de tubos de agua es que reducen las posibilidades de un fallo catastrófico, dado que no se acumula un gran volumen de agua en la caldera ni se necesitan grandes elementos mecánicos sujetos a fallos. 
Una de las primeras calderas de tubos de agua fue patentada por Blakey de Inglaterra en 1766, siendo fabricada por Dallery de Francia en 1780.

## Aplicaciones
"La capacidad de las calderas de tubos de agua para generar vapor sobrecalentado hace que sean particularmente atractivas en aplicaciones que requieren vapor seco, de alta presión y alta energía, incluida la generación de energía mediante turbinas de vapor".
Debido a sus excelentes propiedades de trabajo, el uso de calderas de tubos de agua es normalmente el preferido en las siguientes áreas principales: 
- Variedad de aplicaciones de procesos en industrias.
- Divisiones de procesamiento químico
- Plantas de fabricación de pulpa y papel
- Unidades de refinerías

Además, con frecuencia se emplean en plantas de generación de energía cuando se requieren grandes cantidades de vapor (de hasta 500 kg/s) con altas presiones, es decir, aproximadamente 160 bares (15,7 MPa) y altas temperaturas, que alcanzan hasta 550 °C. Por ejemplo, la central de energía solar de Ivanpah usa dos calderas de tubos de agua Rentech Tipo-D.

### Instalaciones estacionarias
Las calderas modernas para la generación de energía son casi en su totalidad diseños de tubos de agua, debido a su capacidad para operar a presiones más altas. Cuando se requiere vapor de proceso para calentar o como un componente químico, todavía hay un pequeño nicho para las calderas de tubos de fuego. 

### Plantas motrices marinas
Su capacidad para trabajar a presiones más altas ha llevado a que las calderas marinas sean casi completamente en su totalidad de tubos de agua. Este cambio comenzó alrededor de 1900 y abrió el camino a la adopción de turbinas de propulsión en lugar de motores alternativos (es decir, de pistón), aunque las calderas de tubos de agua también se utilizaron con motores alternativos. 

### Ferrocarril
No ha habido una adopción significativa de calderas de tubos de agua en locomotoras ferroviarias. Se produjeron un puñado de diseños experimentales, pero ninguno de ellos fue exitoso o llevó a su uso generalizado. La mayoría de las locomotoras ferroviarias con tubos de agua, especialmente en Europa, usaban el sistema Schmidt. La mayoría eran máquinas compuestas, y algunas de flujo unidireccional. La locomotora experimental Jawn Henry del Ferrocarril de Norfolk y del Oeste fue una excepción, ya que utilizaba una turbina de vapor combinada con una transmisión eléctrica.
- LMS 6399 Fury

Reconstruida completamente después de un accidente fatal.
- LNER 10000 "Hush hush"

Usando una caldera Yarrow, en lugar de una Schmidt. Nunca tuvo éxito y se volvió a equipar con una caldera convencional.

#### Híbridos
Una adopción un poco más exitosa fue el uso de sistemas híbridos de tubo de agua/tubo de fuego. Como la parte más caliente de una caldera de locomotora es la cámara de combustión, una disposición efectiva consistió en usar un diseño de tubos de agua en el hogar y una caldera de tubos de fuego convencional como economizador (es decir, precalentador) en la posición habitual. 
Un ejemplo famoso de este diseño fue la locomotora estadounidense Baldwin 4-10-2 No. 60000, construida en 1926. Operando con un sistema de cilindros compuesto a una presión de caldera de 350 libras por pulgada cuadrada (246,2 mca) cubrió más de 100 000 millas (160 934 km) con éxito. Sin embargo, después de un año, quedó claro que las economías logradas eran claramente superadas por los costos adicionales, y se retiró del servicio para convertirse en una planta de vapor estacionaria. Se construyó una serie de doce locomotoras experimentales en los Talleres de Mount Clare del Ferrocarril de Baltimore y Ohio bajo la supervisión de George H. Emerson, pero ninguna de ellas pasaría a la fase de producción.

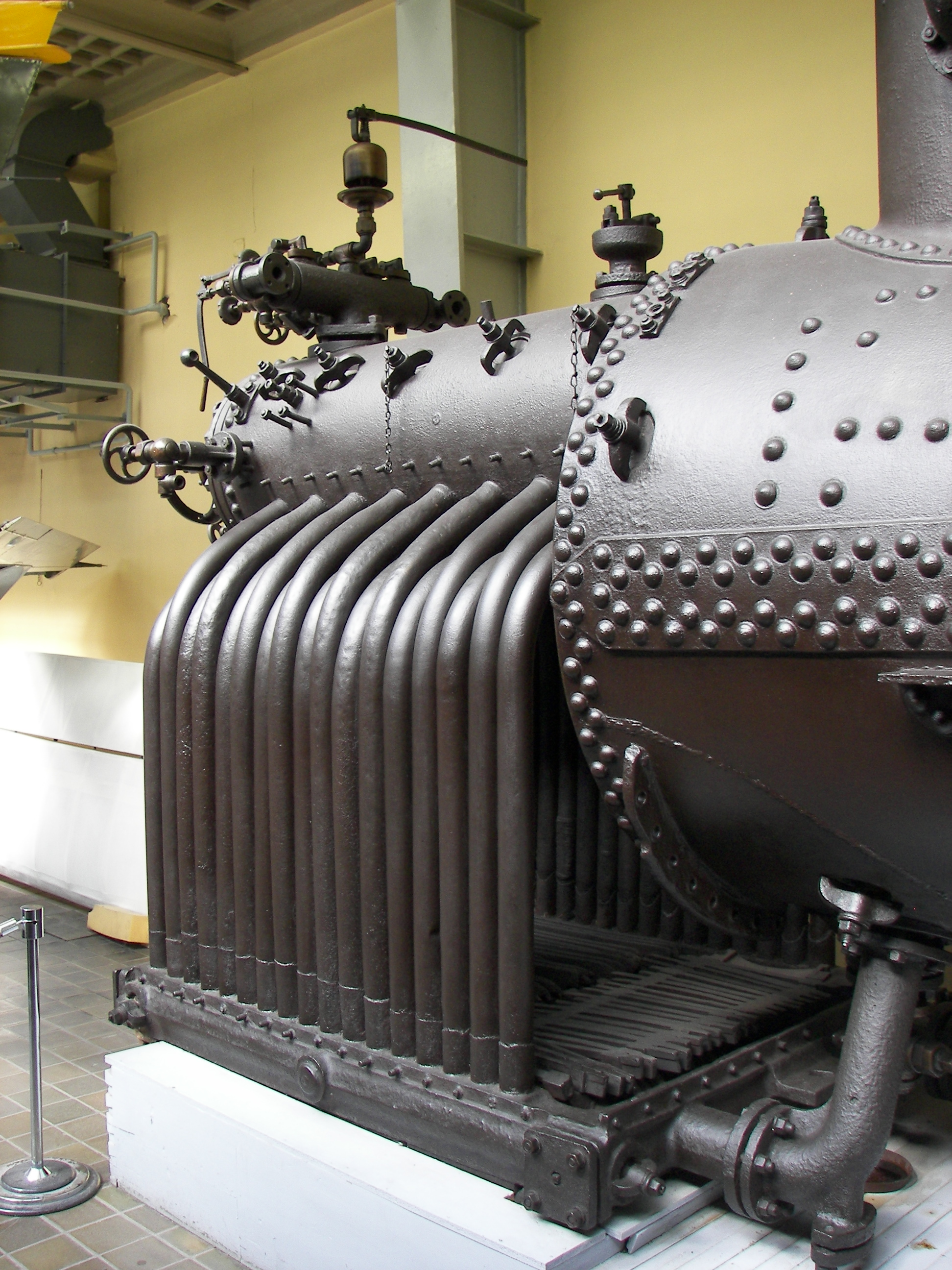
Caldera Brotan

El único uso ferroviario de calderas de tubos de agua sería la caldera Brotan, inventada en Austria en 1902 por Johann Brotan, que puede ser encontrada en algunos raros ejemplos distribuidos por toda Europa. Sin embargo, Hungría era un usuario entusiasta y disponía de alrededor de 1000 de estas calderas. Al igual que la solución de Baldwin, combinaba una cámara de combustión con tubos de agua y un barril convencional con tubos de fuego. La característica original del sistema Brotan era el largo tambor de vapor que corría por encima del barril principal, con un aspecto exterior parecido al de una caldera Flaman.

### Vehículos de carretera
Si bien el motor de tracción generalmente se construyó utilizando la caldera de locomotora como bastidor, otros tipos de vehículos de vapor, como camiones y automóviles, han utilizado una amplia gama de diferentes tipos de calderas. Los pioneros del transporte por carretera Goldsworthy Gurney y Walter Hancock usaron calderas de tubos de agua en sus carruajes de vapor desarrollados alrededor de 1830. 
La mayoría de los vehículos carreteros de vapor con motor inferior usaban calderas de tubos de agua. Muchos fabricantes utilizaron variantes de la caldera vertical de tubos cruzados, incluidos Atkinson, Clayton, Garrett y Sentinel. Otros tipos incluyen el 'tubo dedal' de Clarkson y la caldera con forma de pistola del vehículo tipo O de Foden.
Los fabricantes de camiones de bomberos a vapor, como Merryweather, generalmente usaban calderas de tubos de agua por su rápida capacidad de generación de vapor. 
Muchos automóviles de vapor usaban calderas de tubos de agua, y la compañía Bolsover Express incluso sustituyó los tubos de fuego por tubos de agua en la caldera del modelo Stanley Steamer.

## Variaciones de diseño

### Caldera tipo D
El 'tipo D' es el más común entre las calderas pequeñas a medianas, similar a la que se muestra en el diagrama esquemático. Se utiliza en aplicaciones estacionarias y marinas. Consiste en un gran tambor de vapor conectado verticalmente a un tambor de agua más pequeño (también conocido como "tambor de lodo") a través de múltiples tubos generadores de vapor. Estos están rodeados por paredes integradas por tubos más grandes llenos de agua, que a su vez forman el horno. 

### Caldera tipo M
Las calderas de tipo M se usaron en muchos buques de guerra de la Segunda Guerra Mundial, incluidos cientos de destructores de la clase Fletcher. Tres conjuntos de tubos se disponen con la forma de una letra M y crean un sobrecalentador que funciona por separado y que permite un mejor control de la temperatura de sobrecalentamiento. Además del tambor de lodo que se muestra en una caldera tipo D, una del tipo M tiene un cabezal de pantalla de agua y un cabezal de pared de agua en la parte inferior de las dos filas adicionales de tubos verticales y bajantes. 

### Bajo contenido de agua
La caldera de 'bajo contenido de agua' tiene un cabezal inferior y otro superior conectados por tubos de agua directamente sometidos a las llamas del quemador. Es una caldera "sin horno", que puede generar vapor y reaccionar rápidamente a los cambios en la carga. 

### Caldera Babcock & Wilcox

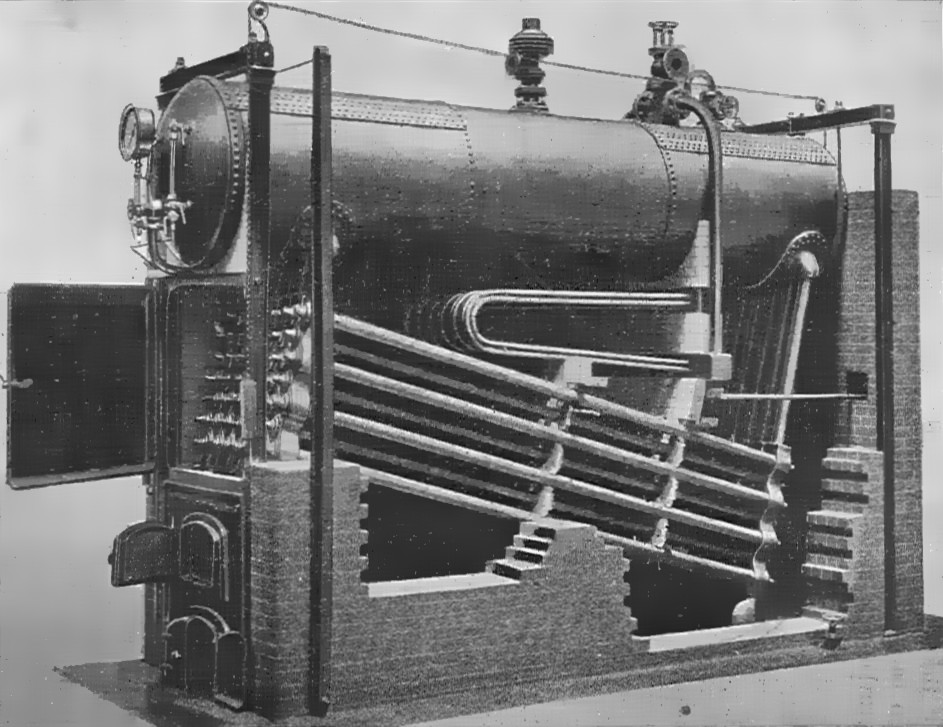
Caldera Babcock & Wilcox

Diseñada por la firma estadounidense Babcock & Wilcox, este tipo tiene un solo tambor, con el agua de alimentación extraída del fondo del tambor en un cabezal que suministra caudal a los tubos de agua inclinados. Los tubos de agua devuelven vapor a la parte superior del tambor. Los hornos se encuentran debajo de los tubos y del tambor. 
Este tipo de caldera fue utilizado por las fragatas de la clase Leander de la Royal Navy. 
- Foster Wheeler
- Ingeniería de combustión

### Caldera Stirling
La caldera Stirling posee tubos de agua casi verticales y casi rectos que zigzaguean entre una serie de tambores de vapor y agua. Por lo general, dispone de tres bancadas de tubos en un diseño de "cuatro tambores", pero ciertas aplicaciones usan variaciones diseñadas con un número diferente de tambores y bancadas. 
Se utilizan principalmente como calderas estacionarias, debido a su gran tamaño, aunque el área grande de la parrilla también fomenta su capacidad para quemar una amplia gama de combustibles. Originalmente alimentadas con carbón en las centrales eléctricas, también se generalizaron en las industrias que producían desechos combustibles y requerían vapor de proceso. Las fábricas de pulpa de papel podían quemar la corteza de los residuos, y las refinerías de azúcar sus residuos de bagazo. Es un tipo de caldera horizontal. 

### Yarrow

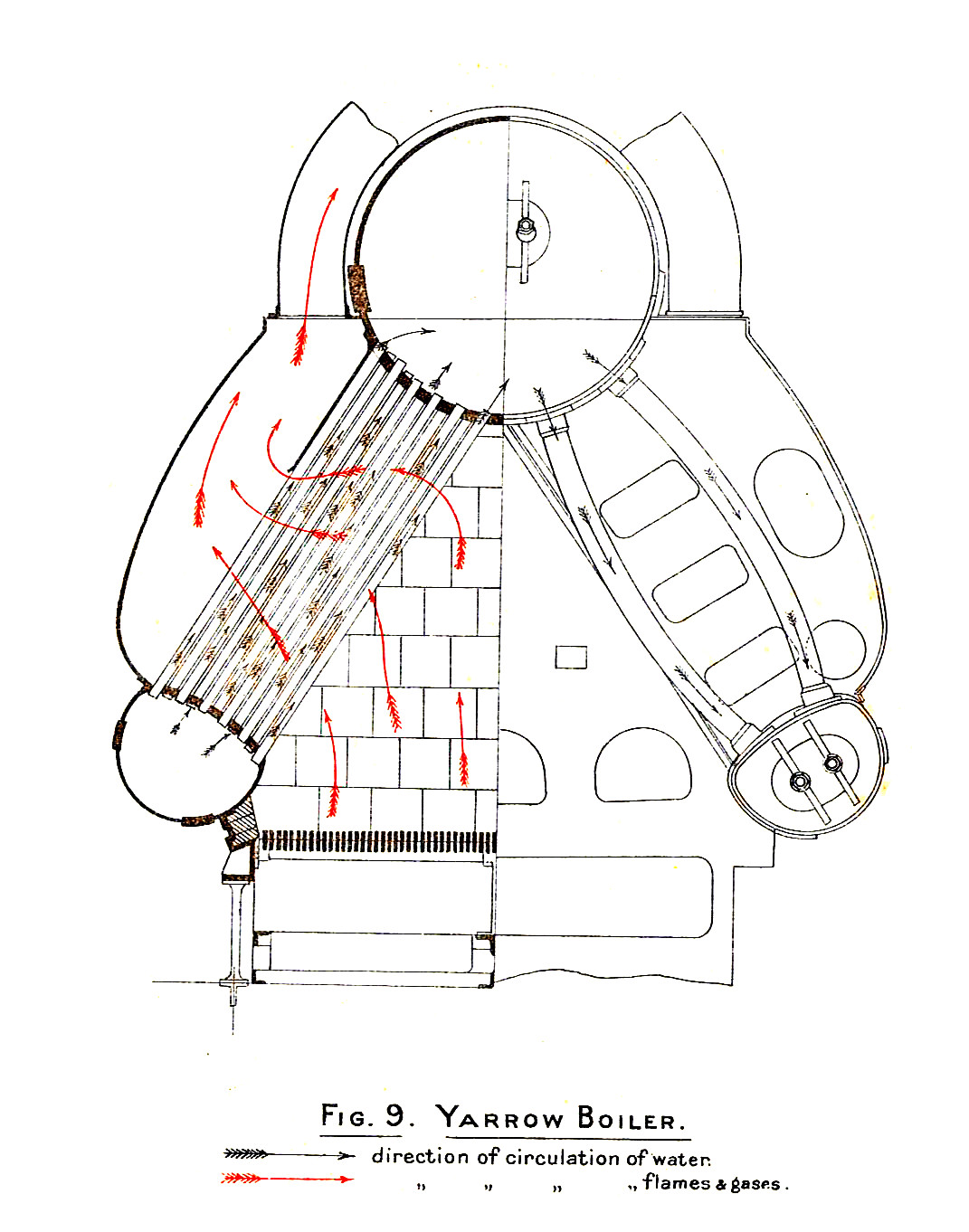
Vista del final de una caldera Yarrow

Nombrada en referencia a sus diseñadores, Yarrow Shipbuilders Limited, entonces basados en Poplar (Londres), este tipo de caldera utiliza tres tambores (formando una delta) conectados por tubos de agua. Los tambores están unidos por tubos de agua rectos, lo que permite una fácil limpieza. Sin embargo, esto significa que se conectan con los tambores en diferentes ángulos, formando uniones más difíciles de impermeabilizar. Fuera de la cámara de combustión, un par de tubos de 'pierna fría' entre cada tambor actúan como 'bajantes'.
Debido a sus tres tambores, la caldera Yarrow tiene una mayor capacidad de agua. Por lo tanto, se usaba generalmente en aplicaciones antiguas de calderas marinas. Su tamaño compacto la hizo atractiva para su uso en unidades de generación de energía transportables durante la Segunda Guerra Mundial. Para facilitar su transporte, cada caldera y su equipo auxiliar (calefacción de combustible, unidades de bombeo, ventiladores, etc.), turbinas y condensadores eran instalados en un vagón para ser transportados por ferrocarril. 

### White-Forster
El tipo White-Forster es similar al Yarrow, pero con tubos que se curvan gradualmente. Esto hace que su entrada en los tambores sea perpendicular, y por lo tanto, es más sencillo lograr un sellado estanco.

### Thornycroft

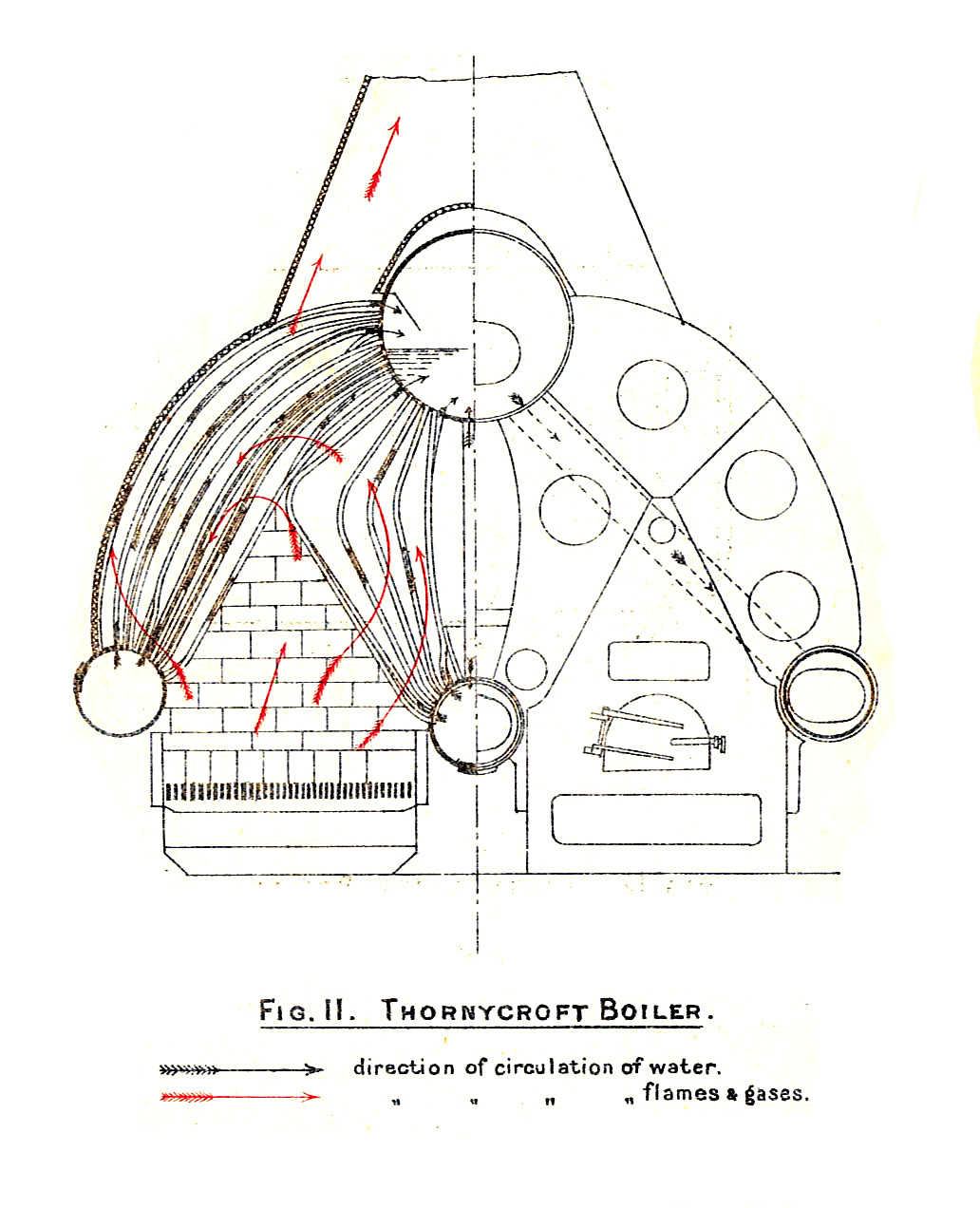
Vista del final de una caldera Thornycroft

Diseñada por el constructor naval John I. Thornycroft & Company, este tipo presenta un solo tambor de vapor con dos juegos de tubos de agua a cada lado del horno. Estos tubos, especialmente el conjunto central, tienen curvas cerradas. Además de las dificultades obvias para limpiarlos, esto también puede dar lugar a fuerzas de flexión a medida que los tubos se calientan, tendiendo a soltarse de la placa de tubos y creando fugas. Posee dos hornos, que se ventilan mediante un escape común, lo que le da a la caldera un perfil de estrechamiento a partir de una base ancha.

### Caldera de circulación forzada
En una caldera de circulación forzada, se agrega una bomba para acelerar el flujo del agua a través de los tubos.

### Otros tipos
- Caldera tipo O
- Caldera tipo A
- Caldera de tubo flexible
- Supercalentador de control tipo M